# Montón (kommun)
Montón är en kommun i Spanien.   Den ligger i provinsen Provincia de Zaragoza och regionen Aragonien, i den nordöstra delen av landet, 200 km öster om huvudstaden Madrid. Antalet invånare är 133. Arean är 17,0 kvadratkilometer. Montón gränsar till Acered.
Terrängen i Montón är kuperad söderut, men norrut är den platt.